# Чемпионат Европы по баскетболу среди женщин 2015. Группа B
В этой статье представлено положение команд и результаты матчей в группе B первого раунда чемпионата Европы по баскетболу среди женщин 2015. Состав группы был определён во время жеребьёвки 29 ноября 2014 года в Будапеште, Венгрия. В группе участвуют Белоруссия, Греция, Италия, Польша и Турция. Команды сыграют друг с другом в один круг. Матчи группы пройдут с 11 по 15 июня 2015 года на «Арене Антонио Алексе» в Ораде, Румыния. Три лучшие команды выходят во второй раунд.

## Команды
| Команда  | Квалификация                                                                      | Квалификация  | Участие   | Участие | Участие | Лучший результат         |
| Команда  | Способ                                                                            | Дата          | Последнее | Всего   | Подряд  | Лучший результат         |
| -------- | --------------------------------------------------------------------------------- | ------------- | --------- | ------- | ------- | ------------------------ |
| Беларусь | 5-е место на женском Евробаскете 2013                                             | 28 июня 2013  | 2013      | 5       | 5       | Бронзовый призёр (2007)  |
| Греция   | Победитель первого квалификационного раунда                                       | 25 июня 2013  | 2011      | 7       | 1       | 5-е место (2009)         |
| Италия   | 2-я команда квалификационной группы C                                             | 25 июня 2014  | 2013      | 30      | 2       | Чемпион (1938)           |
| Польша   | 2-я команда квалификационной группы A                                             | 22 июня 2014  | 2011      | 29      | 1       | Чемпион (1999)           |
| Турция   | Хозяин женского чемпионата мира 2014 и бронзовый призёр женского Евробаскета 2013 | 13 марта 2011 | 2013      | 6       | 6       | Серебряный призёр (2011) |

## Положение команд
|  | Команда вышла во второй раунд |
|  | Команда выбыла из турнира     |

| Команда  | Игр | В | П | МЗ  | МП  | МР  | Очки |
| -------- | --- | - | - | --- | --- | --- | ---- |
| Беларусь | 4   | 4 | 0 | 299 | 234 | +65 | 8    |
| Турция   | 4   | 3 | 1 | 220 | 215 | +5  | 7    |
| Греция   | 4   | 2 | 2 | 217 | 239 | −22 | 6    |
| Италия   | 4   | 1 | 3 | 232 | 241 | −9  | 5    |
| Польша   | 4   | 0 | 4 | 208 | 247 | −39 | 4    |

Время начала матчей дано по местному времени (UTC+2).

## Результаты матчей

### 1-й тур

#### Польша — Турция
| 11 июня 2015 18:00 | Отчёт | Польша                    | 54:57    | Турция              | «Арена Антонио Алексе», Орадя Зрителей: 100 Судьи: Карлос Перуга, Семён Овинов, Елена Томич |
| 11 июня 2015 18:00 | Отчёт | 17:11, 16:15, 9:17, 12:14 |          |                     | «Арена Антонио Алексе», Орадя Зрителей: 100 Судьи: Карлос Перуга, Семён Овинов, Елена Томич |
| 11 июня 2015 18:00 | Отчёт | Кобрин 24                 | Очки     | Прингл 16           | «Арена Антонио Алексе», Орадя Зрителей: 100 Судьи: Карлос Перуга, Семён Овинов, Елена Томич |
| 11 июня 2015 18:00 | Отчёт | Кобрин 7                  | Подборы  | Прингл 7            | «Арена Антонио Алексе», Орадя Зрителей: 100 Судьи: Карлос Перуга, Семён Овинов, Елена Томич |
| 11 июня 2015 18:00 | Отчёт | Макбрайд, Журовска по 3   | Передачи | Вардарлы Демирмен 8 | «Арена Антонио Алексе», Орадя Зрителей: 100 Судьи: Карлос Перуга, Семён Овинов, Елена Томич |

#### Италия — Белоруссия
| 11 июня 2015 20:30 | Отчёт | Италия                           | 76:85 ОТ | Беларусь     | «Арена Антонио Алексе», Орадя Зрителей: 150 Судьи: Ясмина Юрас, Андрис Аункрогерс, Илиас Кунеллес |
| 11 июня 2015 20:30 | Отчёт | 14:14, 18:19, 16:20, 25:20, 3:12 |          |              | «Арена Антонио Алексе», Орадя Зрителей: 150 Судьи: Ясмина Юрас, Андрис Аункрогерс, Илиас Кунеллес |
| 11 июня 2015 20:30 | Отчёт | Соттана 19                       | Очки     | Левченко 25  | «Арена Антонио Алексе», Орадя Зрителей: 150 Судьи: Ясмина Юрас, Андрис Аункрогерс, Илиас Кунеллес |
| 11 июня 2015 20:30 | Отчёт | Ресс 8                           | Подборы  | Левченко 14  | «Арена Антонио Алексе», Орадя Зрителей: 150 Судьи: Ясмина Юрас, Андрис Аункрогерс, Илиас Кунеллес |
| 11 июня 2015 20:30 | Отчёт | 5 игроков по 2                   | Передачи | Веремеенко 6 | «Арена Антонио Алексе», Орадя Зрителей: 150 Судьи: Ясмина Юрас, Андрис Аункрогерс, Илиас Кунеллес |

### 2-й тур

#### Греция — Италия
| 12 июня 2015 18:00 | Отчёт | Греция                 | 51:46    | Италия  | «Арена Антонио Алексе», Орадя Зрителей: 150 Судьи: Семён Овинов, Карлос Перуга, Марек Кукелчик |
| 12 июня 2015 18:00 | Отчёт | 9:18, 16:4, 6:15, 20:9 |          |         | «Арена Антонио Алексе», Орадя Зрителей: 150 Судьи: Семён Овинов, Карлос Перуга, Марек Кукелчик |
| 12 июня 2015 18:00 | Отчёт | Сотириу 13             | Очки     | Ресс 13 | «Арена Антонио Алексе», Орадя Зрителей: 150 Судьи: Семён Овинов, Карлос Перуга, Марек Кукелчик |
| 12 июня 2015 18:00 | Отчёт | Спану 10               | Подборы  | Ресс 11 | «Арена Антонио Алексе», Орадя Зрителей: 150 Судьи: Семён Овинов, Карлос Перуга, Марек Кукелчик |
| 12 июня 2015 18:00 | Отчёт | Лимура 5               | Передачи | Ресс 3  | «Арена Антонио Алексе», Орадя Зрителей: 150 Судьи: Семён Овинов, Карлос Перуга, Марек Кукелчик |

#### Белоруссия — Польша
| 12 июня 2015 20:30 | Отчёт | Беларусь                  | 65:49    | Польша                | «Арена Антонио Алексе», Орадя Зрителей: 150 Судьи: Андрис Аункрогерс, Ясмина Юрас, Илиас Кунеллес |
| 12 июня 2015 20:30 | Отчёт | 23:18, 11:6, 21:12, 10:13 |          |                       | «Арена Антонио Алексе», Орадя Зрителей: 150 Судьи: Андрис Аункрогерс, Ясмина Юрас, Илиас Кунеллес |
| 12 июня 2015 20:30 | Отчёт | Снытина 13                | Очки     | Журовска-Цегельска 13 | «Арена Антонио Алексе», Орадя Зрителей: 150 Судьи: Андрис Аункрогерс, Ясмина Юрас, Илиас Кунеллес |
| 12 июня 2015 20:30 | Отчёт | Левченко 15               | Подборы  | Крезель, Коц 6        | «Арена Антонио Алексе», Орадя Зрителей: 150 Судьи: Андрис Аункрогерс, Ясмина Юрас, Илиас Кунеллес |
| 12 июня 2015 20:30 | Отчёт | Троина 7                  | Передачи | Овчарчак 4            | «Арена Антонио Алексе», Орадя Зрителей: 150 Судьи: Андрис Аункрогерс, Ясмина Юрас, Илиас Кунеллес |

### 3-й тур

#### Польша — Греция
| 13 июня 2015 18:00 | Отчёт | Польша                   | 50:59    | Греция     | «Арена Антонио Алексе», Орадя Зрителей: 150 Судьи: Ясмина Юрас, Андрис Аункрогерс, Елена Томич |
| 13 июня 2015 18:00 | Отчёт | 25:15, 4:11, 9:20, 12:13 |          |            | «Арена Антонио Алексе», Орадя Зрителей: 150 Судьи: Ясмина Юрас, Андрис Аункрогерс, Елена Томич |
| 13 июня 2015 18:00 | Отчёт | Кобрин 11                | Очки     | Калциду 13 | «Арена Антонио Алексе», Орадя Зрителей: 150 Судьи: Ясмина Юрас, Андрис Аункрогерс, Елена Томич |
| 13 июня 2015 18:00 | Отчёт | Журовска-Цегельска 7     | Подборы  | Спану 10   | «Арена Антонио Алексе», Орадя Зрителей: 150 Судьи: Ясмина Юрас, Андрис Аункрогерс, Елена Томич |
| 13 июня 2015 18:00 | Отчёт | Макбрайд 6               | Передачи | Лимура 4   | «Арена Антонио Алексе», Орадя Зрителей: 150 Судьи: Ясмина Юрас, Андрис Аункрогерс, Елена Томич |

#### Турция — Белоруссия
| 13 июня 2015 20:30 | Отчёт | Турция                    | 52:67    | Беларусь    | «Арена Антонио Алексе», Орадя Зрителей: 150 Судьи: Карлос Перуга, Семён Овинов, Марек Кукелчик |
| 13 июня 2015 20:30 | Отчёт | 13:15, 8:11, 17:25, 14:16 |          |             | «Арена Антонио Алексе», Орадя Зрителей: 150 Судьи: Карлос Перуга, Семён Овинов, Марек Кукелчик |
| 13 июня 2015 20:30 | Отчёт | Йилмаз 12                 | Очки     | Левченко 15 | «Арена Антонио Алексе», Орадя Зрителей: 150 Судьи: Карлос Перуга, Семён Овинов, Марек Кукелчик |
| 13 июня 2015 20:30 | Отчёт | Йилмаз 7                  | Подборы  | Левченко 10 | «Арена Антонио Алексе», Орадя Зрителей: 150 Судьи: Карлос Перуга, Семён Овинов, Марек Кукелчик |
| 13 июня 2015 20:30 | Отчёт | Вардарлы Демирмен 5       | Передачи | Хардинг 6   | «Арена Антонио Алексе», Орадя Зрителей: 150 Судьи: Карлос Перуга, Семён Овинов, Марек Кукелчик |

### 4-й тур

#### Италия — Польша
| 14 июня 2015 18:00 | Отчёт | Италия                   | 66:55    | Польша           | «Арена Антонио Алексе», Орадя Зрителей: 150 Судьи: Семён Овинов, Марек Кукелчик, Илиас Кунеллес |
| 14 июня 2015 18:00 | Отчёт | 17:22, 18:9, 16:20, 15:4 |          |                  | «Арена Антонио Алексе», Орадя Зрителей: 150 Судьи: Семён Овинов, Марек Кукелчик, Илиас Кунеллес |
| 14 июня 2015 18:00 | Отчёт | Соттана 17               | Очки     | Кобрин 17        | «Арена Антонио Алексе», Орадя Зрителей: 150 Судьи: Семён Овинов, Марек Кукелчик, Илиас Кунеллес |
| 14 июня 2015 18:00 | Отчёт | Ресс 9                   | Подборы  | Кобрин, Коц по 8 | «Арена Антонио Алексе», Орадя Зрителей: 150 Судьи: Семён Овинов, Марек Кукелчик, Илиас Кунеллес |
| 14 июня 2015 18:00 | Отчёт | Соттана 5                | Передачи | Макбрайд 4       | «Арена Антонио Алексе», Орадя Зрителей: 150 Судьи: Семён Овинов, Марек Кукелчик, Илиас Кунеллес |

#### Греция — Турция
| 14 июня 2015 20:30 | Отчёт | Греция                    | 50:61    | Турция              | «Арена Антонио Алексе», Орадя Зрителей: 150 Судьи: Андрис Аункрогерс, Ясмина Юрас, Елена Томич |
| 14 июня 2015 20:30 | Отчёт | 13:14, 17:11, 6:16, 14:20 |          |                     | «Арена Антонио Алексе», Орадя Зрителей: 150 Судьи: Андрис Аункрогерс, Ясмина Юрас, Елена Томич |
| 14 июня 2015 20:30 | Отчёт | Димитраку, Калциду по 12  | Очки     | Прингл 18           | «Арена Антонио Алексе», Орадя Зрителей: 150 Судьи: Андрис Аункрогерс, Ясмина Юрас, Елена Томич |
| 14 июня 2015 20:30 | Отчёт | Калциду 10                | Подборы  | Прингл 12           | «Арена Антонио Алексе», Орадя Зрителей: 150 Судьи: Андрис Аункрогерс, Ясмина Юрас, Елена Томич |
| 14 июня 2015 20:30 | Отчёт | Лимура 4                  | Передачи | Вардарлы Демирмен 5 | «Арена Антонио Алексе», Орадя Зрителей: 150 Судьи: Андрис Аункрогерс, Ясмина Юрас, Елена Томич |

### 5-й тур

#### Белоруссия — Греция
| 15 июня 2015 18:00 | Отчёт | Беларусь                  | 82:57    | Греция                       | «Арена Антонио Алексе», Орадя Зрителей: 150 Судьи: Карлос Перуга, Семён Овинов, Илиас Кунеллес |
| 15 июня 2015 18:00 | Отчёт | 17:16, 24:7, 25:12, 16:22 |          |                              | «Арена Антонио Алексе», Орадя Зрителей: 150 Судьи: Карлос Перуга, Семён Овинов, Илиас Кунеллес |
| 15 июня 2015 18:00 | Отчёт | Попова 20                 | Очки     | Димитраку 14                 | «Арена Антонио Алексе», Орадя Зрителей: 150 Судьи: Карлос Перуга, Семён Овинов, Илиас Кунеллес |
| 15 июня 2015 18:00 | Отчёт | Левченко 11               | Подборы  | Димитраку, Хадзиниколау по 4 | «Арена Антонио Алексе», Орадя Зрителей: 150 Судьи: Карлос Перуга, Семён Овинов, Илиас Кунеллес |
| 15 июня 2015 18:00 | Отчёт | Веремеенко 6              | Передачи | Спану 4                      | «Арена Антонио Алексе», Орадя Зрителей: 150 Судьи: Карлос Перуга, Семён Овинов, Илиас Кунеллес |

#### Турция — Италия
| 15 июня 2015 20:30 | Отчёт | Турция                   | 50:44    | Италия     | «Арена Антонио Алексе», Орадя Зрителей: 150 Судьи: Жасмина Юрас, Андрис Аукоргес, Елена Томич |
| 15 июня 2015 20:30 | Отчёт | 18:14, 13:5, 13:14, 6:11 |          |            | «Арена Антонио Алексе», Орадя Зрителей: 150 Судьи: Жасмина Юрас, Андрис Аукоргес, Елена Томич |
| 15 июня 2015 20:30 | Отчёт | Йилмаз 12                | Очки     | Машадри 13 | «Арена Антонио Алексе», Орадя Зрителей: 150 Судьи: Жасмина Юрас, Андрис Аукоргес, Елена Томич |
| 15 июня 2015 20:30 | Отчёт | Сандерс 12               | Подборы  | Ресс 9     | «Арена Антонио Алексе», Орадя Зрителей: 150 Судьи: Жасмина Юрас, Андрис Аукоргес, Елена Томич |
| 15 июня 2015 20:30 | Отчёт | Албен 7                  | Передачи | Соттана 3  | «Арена Антонио Алексе», Орадя Зрителей: 150 Судьи: Жасмина Юрас, Андрис Аукоргес, Елена Томич |